# 댄 스캔런
댄 스캔런(영어: Dan Scanlon, 1976년 6월 21일~)은 픽사의 스토리보드 아티스트이자 영화 감독이다. 스캔런은 픽사에 2001년 입사하여〈카〉, 〈토이 스토리 3〉의 스토리보드 아티스트로 참여했다. 2013년에는 픽사의 열네 번째 장편 애니메이션 〈몬스터 대학교〉를 통해 감독으로 데뷔했다.

## 영화
- 인어 공주 2
- 이집트 왕자 2: 요셉 이야기
- 101마리 강아지 2: 패치의 런던 대모험
- 카 (영화)
- 라따뚜이
- 토이 스토리 3
- 카 2
- 메리다와 마법의 숲
- 몬스터 대학교
- 인사이드 아웃 (2015년 영화)
- 굿 다이노
- 도리를 찾아서
- 카 3: 새로운 도전
- 코코 (영화)
- 인크레더블 2
- 토이 스토리 4
- 온워드: 단 하루의 기적
- 소울 (영화)
- 루카 (2021년 영화)
- 메이의 새빨간 비밀
- 버즈 라이트이어 (영화)